# وصی علیا
وصی علیا، روستایی از توابع بخش سیروان شهرستان سنندج در استان کردستان است.

## جمعیت
این روستا در دهستان ژاورود شرقی قرار دارد و براساس سرشماری مرکز آمار ایران در سال ۱۳۸۵، جمعیت آن ۲۷۴ نفر (۵۴خانوار) بوده‌است.